# Zita de Lucca
Zita de Lucca ou Santa Zita (Luca, c. 1212 – Luca, 27 de abril de 1272) é uma santa italiana e denominada Padroeira das serventes e empregadas domésticas.

## Biografia
Nasceu na vila de Monsagrati, próxima a Lucca, na Toscana, Itália. De família pobre, aos 12 anos foi trabalhar como empregada doméstica na casa da abastada família Fatinelli, onde permaneceu por 48 anos, até sua morte. Por sua bondade e esforço era frequentemente vilanizada e até maltratada pelo resto da criadagem, mas nunca se deixou abater nem permitiu que isso alterasse sua calma interior. Aos poucos foi sendo aceita por todos e chegou a ser responsável por toda a administração da casa. Quando de sua morte era praticamente venerada pela família Fatinelli, à qual serviu fielmente por toda a vida.
Foi canonizada em 1696 após o reconhecimento de cento e cinquenta milagres atribuídos à sua intercessão. Seu corpo foi exumado em 1580 e descobriu-se estar incorrupto, mas foi-se mumificando desde então. Atualmente seu corpo mumificado, deitado em uma cama de brocado, está em exposição em um relicário de vidro para veneração pública na Basílica de São Frediano, em Lucca.